# Карата
Карата — село (аул), адміністративний центр Ахвахського района Дагестана.

## Географія
Відстань до міста Махачкала — 220 км, до найближчої залізниці — 170 км.

## Люди
В селі народився Абдулбеков Загалав Абдулбекович — радянський вольноборець, олімпійський чемпіон.